# أيمن المجالي
أيمن المجالي (20 فبراير 1949) دبلوماسي وسياسي أردني، ولد في في عمان في الأردن. انتخب عضو مجلس الأمة الأردني.

## النشأة وتعليمه
تلقى تعليمه الابتدائي والإعدادي في مدرستي تراسنطة والمطران ثم أنهى الدراسة الثانوية في الكلية العلمية الإسلامية حصل على البكالوريوس في العلوم السياسية من الجامعة اللبنانية.

## مناصبه
عمل في وزارة الخارجية والسفارة الأردنية في واشنطن ثم عين مساعداً لمديرا المراسم في وزارة الخارجية إلى أن أصبح مديراً للمراسم. في عام 1979م عمل في الديوان الملكي مساعدا لرئيس تشريفات ملكية ومديراً لمكتب جلالة الملكة نور الحسين (1988-1993)، ثم رئيسا للتشريفات الملكية (1993-1999)، ومن ثم نائباً لرئيس الوزراء ووزيراً للإعلام، انتخب عضوا في مجلس النواب السابع عشر، يحمل العديد من الأوسمة منها وسام الكوكب الأردني من الدرجة الأولى.